# KZ4A
Електровоз KZ4A — магістральний пасажирський електровоз змінного струму, розроблений компанією Siemens Mobility і побудований на Чжучжоуському локомотивобудівному заводі. Проект створення електровоза KZ4A в АТ «НК»Қазақстан темір жолы"« в 2001–2002 роках передбачав вивільнення електровозів ВЛ80C з пасажирського руху. Також метою проекту було досягнення в пасажирському русі швидкості близької до 160 км/год, оскільки на той момент єдиним локомотивом на казахстанських залізницях, здатний розвинути дану швидкість був тепловоз ТЕП70 .

## Історія
В 2001 році АТ „НК“Казахстанські залізниці»" оголосила тендер на придбання пасажирських електровозів класу SBB. Тендер виграв електровозобудівний завод з КНР Чжучжоускій локомотивобудівних завод «CSR Zhuzhou Electric Locomotive Ltd». 5 листопада в Чжучжоу між сторонами був підписаний договір про виробництво трьох електровозів, загальною вартістю 9378000 доларів США.

## Конструкція
Відео-ролик на YouTube

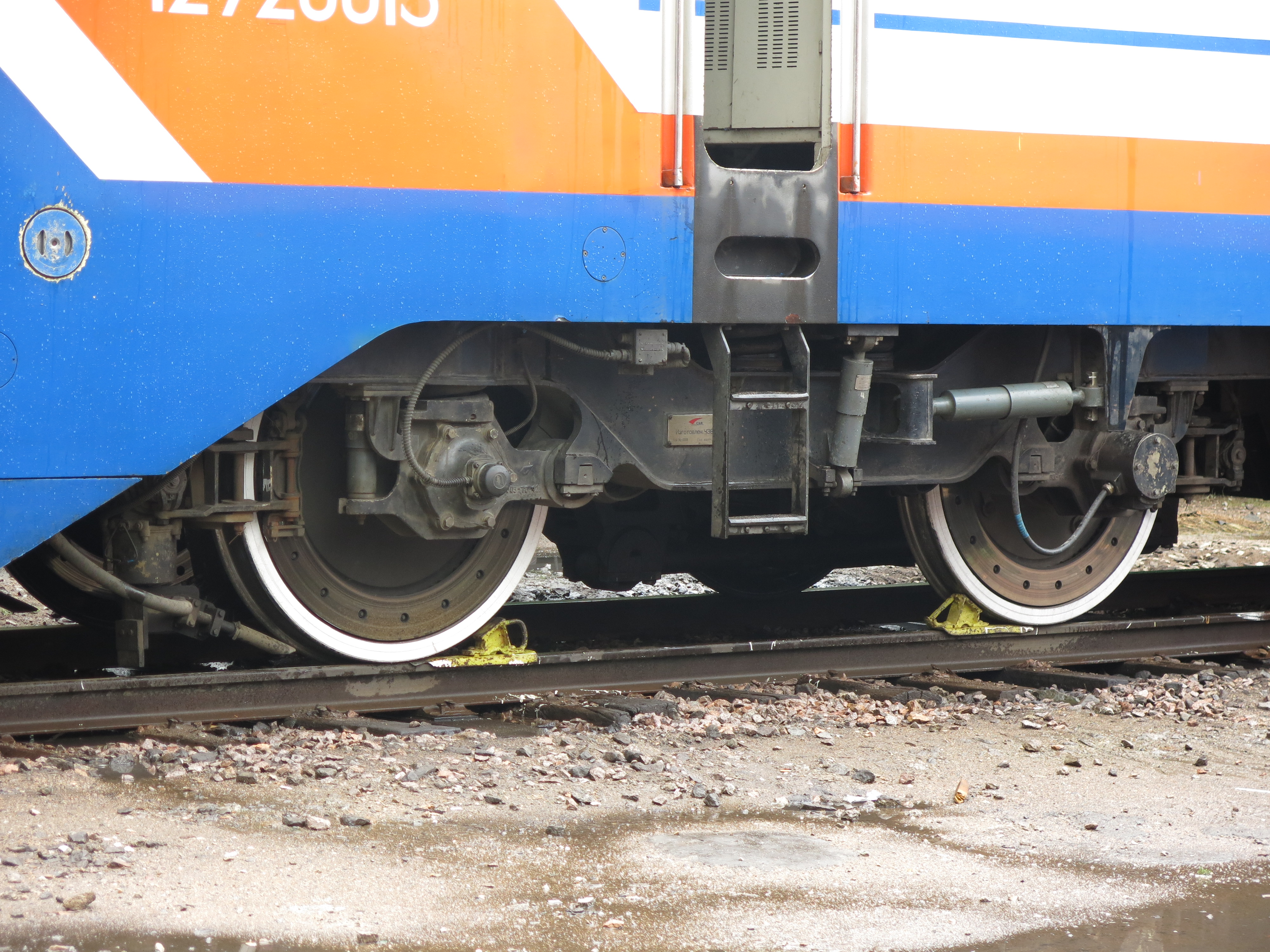
Візок KZ4AC

На візках встановлені гальмівні механізми розробки Siemens AG які включають в себе: кліщі для затиснення гальмівного диска на колесі, невеликий індивідуальний гальмівний циліндр на кожній осі. У ньому відсутня важільна передача та інші механічні елементи, в результаті чого за 10 років зарекомендували себе як надійний механізм реалізації гальмівного зусилля.
Пневматичну систему живлять два гвинтових компресора Knorr-Bremse. На електровозі встановлений асиметричний струмоприймач марки DSA-250 розроблений і створений компанією STEMMANN-TECHNIK GmbH. Використання продукції цієї компанії має широке застосування в електровозах компаній: Alstom Transport, Siemens Mobility, Bombardier Transportation.

## Технічні параметри
Тягові і гальмівні зусилля передаються від візків до кузова через похилі тяги. Тягові електродвигуни JD- 116B мають опорно-осьове підвішування. Зубчаста передача від тягового двигуна до колісних пар одностороня, прямозуба. Відмітна особливість: тяговий двигун передає крутний момент на зубчасте колесо. Саме колесо закріплене на порожнистій балці з одного кінця, а з іншого боку порожниста балка закріплена з валом, який передає зусилля на колісну пару. Дана схема за розрахунками китайських інженерів дозволить рівномірно розподіляти зусилля і краще гасити при скручуванні під час різкого гальмування.

## Експлуатація
Станом на січень 2007 року кожен локомотивів з першої партії має пробіг 50 тисяч кілометрів. 22 жовтня 2008 Zhuzhou Electric Locomotive отримала від Казахстану замовлення на виробництво даної серії локомотивів на загальну суму майже 100 мільйонів доларів США.
У січні 2011 року надійшли 22 електровоза з індексом «С» за аналогією з електровозом ВЛ80С. Вони відрізняються від попередніх локомотивів, тим що на них введена поосна система управління ТЕД, ТЕД і перетворювальне обладнання- оригінального виробництва Siemens.
Загальна кількість становить 27 електровозів які експлуатуються на різних напрямках залізниці.

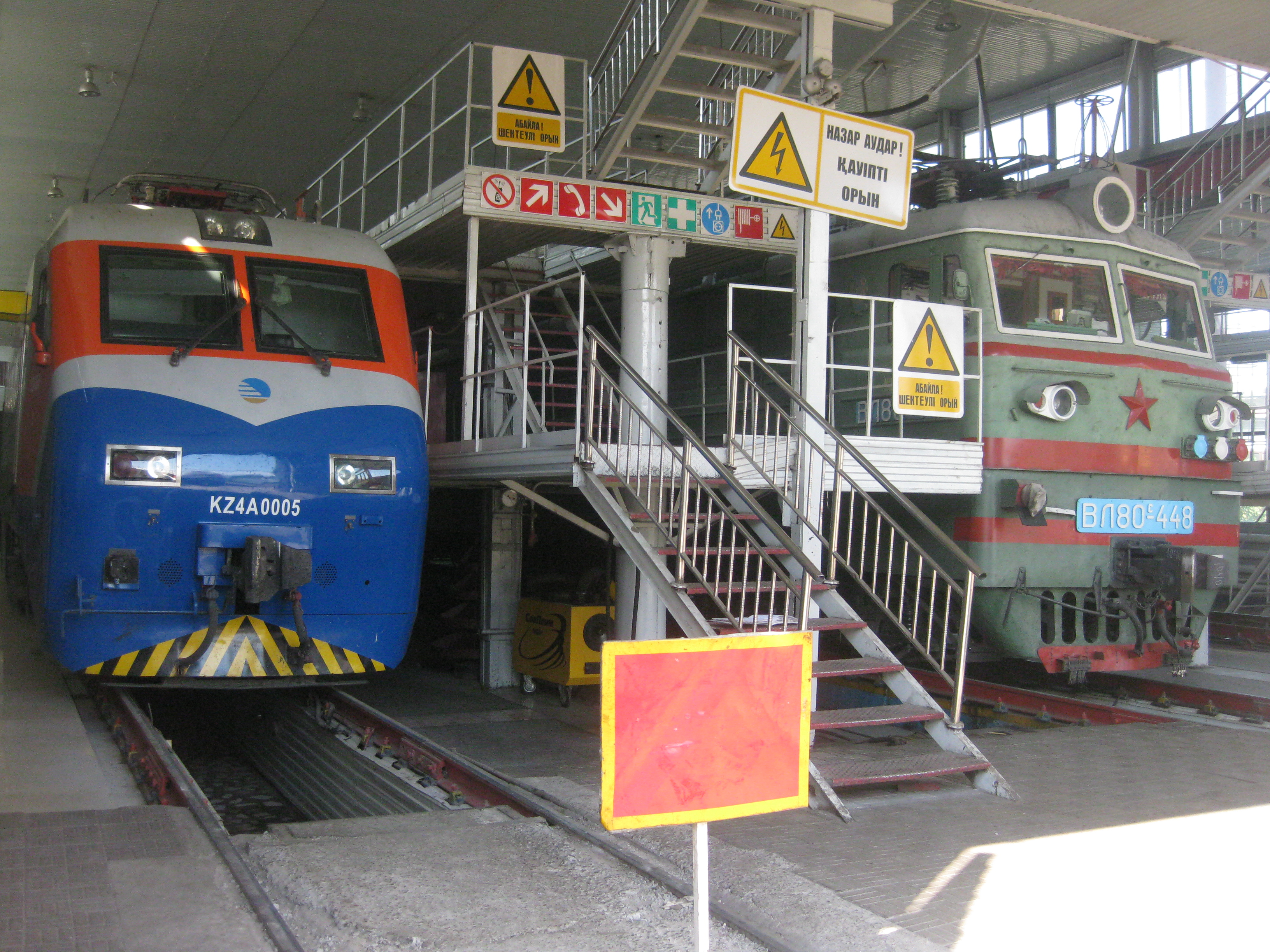
ТЧЕ — 28, станція Алмати- 1, плановий огляд 2010

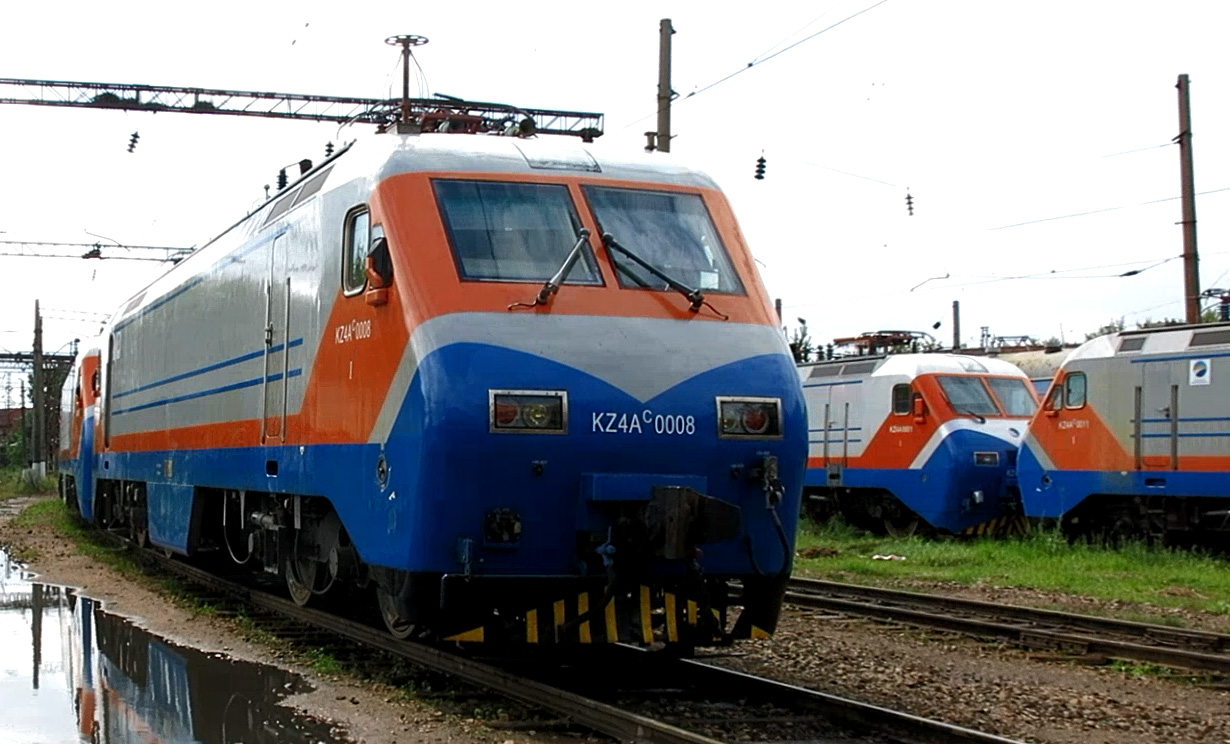
станція Астана, поточний огляд 2013

Електровози KZ4A з серійними номерами 0001, 0002, 0003 прийняті в експлуатацію в 2004 році, електровози KZ4A з серійними номерами 0004, 0005 прийняті в 2006 році, електровози KZ4A з серійними номерами 0006 — 0027 надійшли в 2011 році і мають абревіатуру KZ4AC. Літера «С» обрана за аналогією з електровозом ВЛ80 , але позначає наявність в системі поосного управління тяговими двигунами, що виключає «боксування» навіть на підйомах, і істотно розподіляє навантаження між тяговими двигунами, що призводить до суттєвої економії електроенергії на тягу поїздів. У нових електровозах комп'ютерна система управління SIBAS від компанії Siemens має останню версію. Sibas має модуль балансування заданих параметром сили тяги і швидкості. Утримує параметри сили тяги і швидкості як «круїз-контроль». Тифон і гудок в нових електровозах встановлені на даху. І зв'язку з чим старі і нові електровози відрізняються зовні — у старих тифон розташований між фарами і захований за ґратами. Вага нових електровозів 84 тонни.
У нових електровозах відсутня силове, перетворювальне обладнання виробництва КНР, тільки устаткування Siemens Німеччина. Єдиним китайськими елементами є механічна частина, корпус.
Випробування електромагнітної сумісності з інфраструктурою залізниці свідчать про допустимі електромагнітні «випромінювання» і відсутность перешкод.
Силове перетворювальне обладнання електровоза ідентичне Узбекистанському електровозу серії «O'Z-Y».